# Тридекастронцийоктапентаконтартуть
Тридекастронцийоктапентаконтартуть — бинарное неорганическое соединение
стронция и ртути
с формулой Sr13Hg58,
кристаллы.

## Получение
- Сплавление стехиометрических количеств чистых веществ в инертной атмосфере:

{\displaystyle {\mathsf {13\;Sr+58\;Hg\ {\xrightarrow {427^{o}C}}\ Sr_{13}Hg_{58}}}}

## Физические свойства
Тридекастронцийоктапентаконтартуть образует кристаллы
гексагональной сингонии,
пространственная группа P 63/mmc,
параметры ячейки a = 1,594 нм, c = 1,579 нм, Z = 2,
структура типа тридекаплутонийоктапентаконтацинка Pu13Zn58
.
Соединение образуется по перитектической реакции при температуре 427°C .